# Glenn Hagan
Glenn Kassabin Hagan (Sanford, 25 giugno 1955) è un ex cestista statunitense, professionista nella NBA.

## Carriera
Dopo tre stagioni alla Saint Bonaventure University venne selezionato al secondo giro del Draft NBA 1978 dai Philadelphia 76ers, venendo svincolato nel settembre dello stesso anno. Dal maggio al settembre 1980 è stato ingaggiato dagli Atlanta Hawks, senza però scendere mai in campo; allo stesso modo andò con i Boston Celtics (da aprile ad ottobre 1981). Il 2 novembre 1981 firma con i Detroit Pistons, con cui disputa 4 partite in NBA, venendo svincolato il 23 dello stesso mese.

## Palmarès
- 2 volte All-CBA First Team (1980, 1981)
- 2 volte migliore nelle palle recuperate CBA (1980, 1981)